# Schlichtenmayer
Schlichtenmayer ist ein deutscher Familienname.

## Herkunft und Bedeutung
Schlichtenmayer ist ein Berufsname und eine Variante zu Schlichtenmaier.
Mittelhochdeutsch „slihte“ für glatte Fläche oder Ebene und mittelhochdeutsch „meier“ für Oberbauer. Lokalisierter Berufsname für einen Meier, dessen Hof an einer flachen, ebenen Stelle liegt.

## Varianten
- Schlichtemayer, Schlichtenmeyer

## Namensträger
- Fritz Schlichtenmayer (1918–1965), deutscher Verleger